# Eutrepsia monticola
Eutrepsia monticola är en fjärilsart som beskrevs av William Schaus 1889. Eutrepsia monticola ingår i släktet Eutrepsia och familjen mätare. Inga underarter finns listade i Catalogue of Life.